# Hydroeciodes alternata
Hydroeciodes alternata är en fjärilsart som beskrevs av Dyar 1926. Hydroeciodes alternata ingår i släktet Hydroeciodes och familjen nattflyn. Inga underarter finns listade i Catalogue of Life.